# Eumungerie
Eumungerie är en ort i Australien. Den ligger i kommunen Dubbo Municipality och delstaten New South Wales, i den sydöstra delen av landet, omkring 320 kilometer nordväst om delstatshuvudstaden Sydney.
Runt Eumungerie är det glesbefolkat, med 12 invånare per kvadratkilometer.. Närmaste större samhälle är Mogriguy, omkring 14 kilometer sydost om Eumungerie.
Trakten runt Eumungerie består i huvudsak av gräsmarker. Genomsnittlig årsnederbörd är 702 millimeter. Den regnigaste månaden är februari, med i genomsnitt 121 mm nederbörd, och den torraste är oktober, med 12 mm nederbörd.